# Ольга Городиська

Сцена з вистави «Чорна пантера»: Мігуелес — Валерій Васильєв, Сніжинка — Олімпія Добровольська, Матір — Ольга Городиська

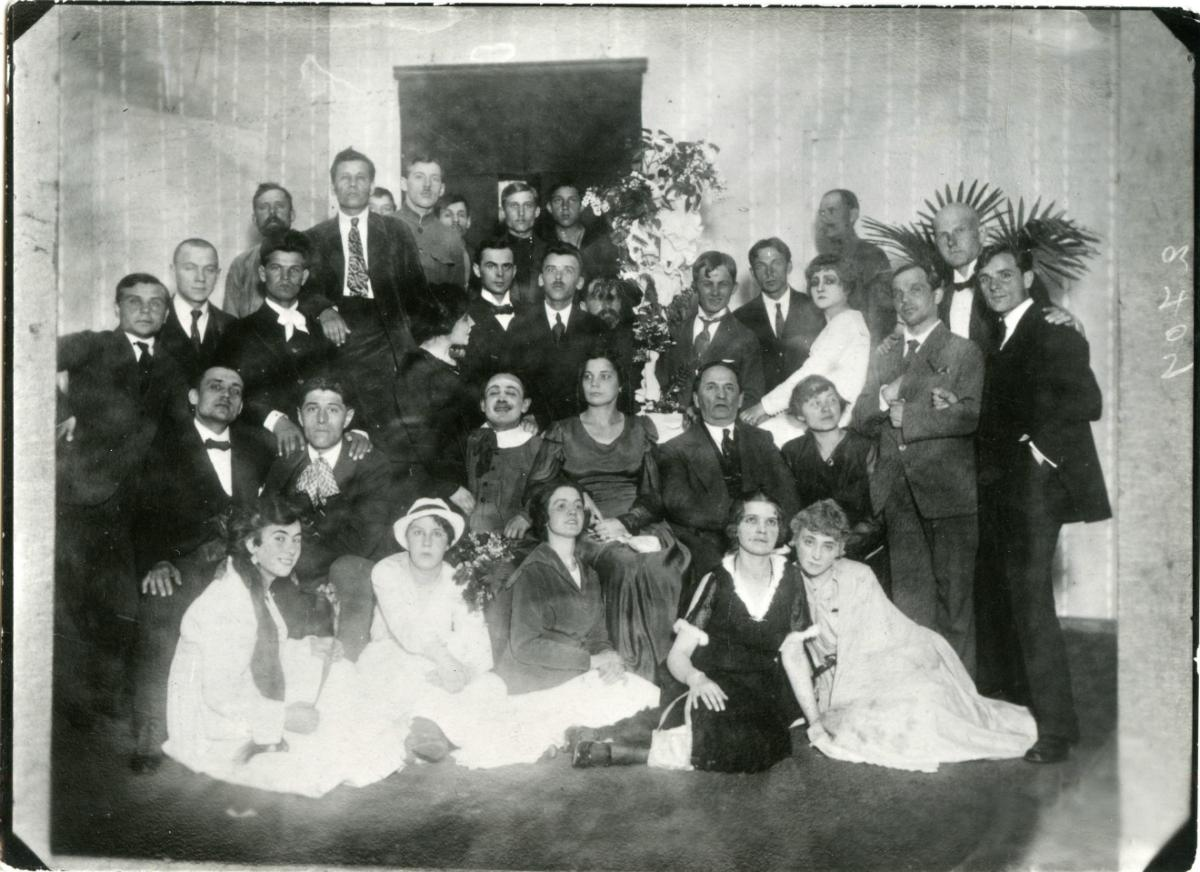
Трупа «Молодого театру». Ольга Городиська — сидить друга зліва у нижньому ряду

О́льга Городи́ська (Гародиська, Гарадиська) — українська акторка курбасівських театрів: Молодого театру, Кийдрамте та театральна педагогиня.

## Курбасівська актриса
Інформації про Ольгу Городиську, актрису курбасівського «Молодого театру», що діяв 1917—1920 років, обмаль. В цьому театрі вона створила образ Ганни Семенівни в п'єсі Винниченка «Чорна Пантера і Білий Медвідь», грала Едіту (матір Річарда Айрона) у драматичній поемі Лесі Українки «У пущі». Виступала серед хористів у п'єсі «Цар Едіп» Софокла.
Ганну Семенівну вперше зіграла 19 квітня 1918 року в «Молодому театрі», замінивши Антоніну Смереку. Причому роль 1918 року високо оцінили критики. Відзначалось, що Городиська створила «справжню життєву фігуру». До цієї ролі поверталась також в постановках інших театрів, в яких згодом працювала.
У важкі часи фінансової скрути для трупи театру, коли ряд акторів взяли на себе також виконання певних функцій життєзабезпечення його роботи, «артистка Городиська сама запропонувала себе на завгоспа і впоралася з цим досконало», — згадувала Софія Мануйлович.

## Педагогічна діяльність
З серпня 1919 року по 1920 рік як професор викладала декламацію, практичні вправи й режисуру в першій українській театральній студії Одеси, а згодом — в Одеському інституті імені Кропивницького, створеному на базі цієї студії. Серед викладачів також був її партнер за виступами в «Молодому театрі» Валерій Васильєв. За режисури Городиської на перехідні іспити готували окремі дії з репертуарів європейського театру. На перший випускний іспит за режисурою Ольги Городиської та одеського режисера Григорія Горського було поставлено «Співочі товариства» Винниченка (перша дія), «Осінь» Олександра Олеся, «Благодатна надія» Германа Геєрманса (четверта дія). Випуск акторів пройшов з великим успіхом.

## Робота в одеському театрі
В 1920 році Ольга Городиська разом з Валерієм Васильєвим створила групу, яка представляла європейський репертуар у Державному українському театрі в Одесі, очолюваному Онисимом Сусловим. Тут було здійснено чергову постановку п'єси «Чорна Пантера і Білий Медвідь».
Подальша її доля невідома.